# 帕特拉纳
帕特拉纳（英語：Patelana），古罗马职掌农业神祇之一。在古罗马，农业由數位神祇负责管理。其相关神庙亦因祈求生产之需而常年为人所尊奉并进行相关祭祀活动。